# E-Boks Open 2012
Il Danish Open 2012 è stato un torneo di tennis giocato sul cemento indoor. È stata la 3ª edizione del torneo, che ha preso il nome di e-Boks Open per motivi di sponsorizzazione e che fa parte della categoria International nell'ambito del WTA Tour 2012. Si è giocato a Farum in Danimarca dal 9 al 15 aprile 2012.

## Partecipanti

### Teste di serie
| Giocatrice         | Nazionalità | Ranking* | Testa di serie |
| ------------------ | ----------- | -------- | -------------- |
| Caroline Wozniacki | Danimarca   | 6        | 1              |
| Angelique Kerber   | Germania    | 16       | 2              |
| Jelena Janković    | Serbia      | 17       | 3              |
| Monica Niculescu   | Romania     | 29       | 4              |
| Kaia Kanepi        | Estonia     | 34       | 5              |
| Mona Barthel       | Germania    | 36       | 6              |
| Ksenija Pervak     | Kazakistan  | 38       | 7              |
| Sofia Arvidsson    | Svezia      | 55       | 8              |

* Ranking al 2 aprile 2012.

### Altre partecipanti
Giocatrici che hanno ricevuto una Wild card:
- Julija Putinceva
- Malou Ejdesgaard

Giocatrici passate dalle qualificazioni:

- Annika Beck
- Anna Čakvetadze
- Melinda Czink
- Johanna Konta

## Campionesse

### Singolare
Angelique Kerber ha battuto  Caroline Wozniacki per 6-4, 6-4.
- È il secondo titolo in carriera e del 2012 per Angelique Kerber.

### Doppio
Kimiko Date-Krumm /  Rika Fujiwara hanno battuto in finale  Sofia Arvidsson /  Kaia Kanepi con il punteggio di 6-2, 4-6, [10-5].